# Brot epidèmic
Un brot és una classificació utilitzada en epidemiologia per descriure un grup petit, localitzat de gent o d'altres organismes infectats amb una malaltia. Aquests grups es limiten sovint a un poble o una àrea petita. Dos casos d'una malaltia transmissible associats en el temps i l'espai són normalment suficients de constituir un brot. Els brots també es poden referir a epidèmies, que afecten una regió en un país o un grup de països, o pandèmies, que descriuen brots de malaltia globals.

## Investigació de brots
En investigar brots epidèmics, l'epidemiologia ha desenvolupat un cert nombre de passos àmpliament acceptats, com els descrits pels Centers for Disease Prevention and Control dels EUA, aquests inclouen els següents:
- Verificar que la diagnosi és referida al brot.
- Identificar l'existència del brot: és el nombre de persones malaltes per sobre del que és esperable en condicions normals pel moment d'any, l'àrea geogràfica... ?
- Crear una definició de cas per definir els criteris d'inclusió i d'exclusió dels casos sospitosos.
- Epidemiologia descriptiva completa: descriure el brot respecte a temps, lloc i persona.
- Desenvolupar una hipòtesi causal: què sembla estar provocant el brot?
- Hipòtesi d'estudi: recollir dades i analitzar-les.
- Refinar la hipòtesi i fer un estudi més llunyà.
- Desenvolupar i implementar sistemes de control i prevenció.
- Informar a la comunitat dels mètodes de prevenció i tractament.

## Tipus de brots
- Font comuna (font puntual). Quan els casos que per les seves condicions de malaltia aguda i la urgència estan limitats en un breu període, requereixen protocols de vigilància de resposta ràpida.[2]

- Font continua els casos es van produint de forma contínua no podent-se identificar un sol cas índex. revestint un problema epidèmic i requereix sistemes de vigilància epidemiològica bé en sistemes de malalties de declaració obligatòria (MDO) o bé a través de xarxes sentinelles.
- Conducta de risc relacionada. Els casos (p. ex.: les MTS són més freqüents en aquelles persones que realitzen sexe sense preservatiu.
- Zoonotic. El brot s'associa a animals domèstics o peridomèstics essent aquests el reservori o els transmissors als casos humans o en animals.

## Normativa sanitària sobre brots
La legislació sobre els brots és força recent i no molts països han tingut un conjunt directe i complet de les provisions,.
Tanmateix, alguns països gestionen els brots que utilitzen actes pertinents, com les lleis de salut pública